# James Wilby
James Jonathon Wilby (ur. 20 lutego 1958 w Rangunie) – angielski aktor filmowy, teatralny i telewizyjny.

## Życiorys

### Wczesne lata
Urodził się w Rangunie, stolicy Mjanmy. Jego ojciec był kierownikiem firmy. Uczęszczał do Terrington Hall School w North Yorkshire. Naukę kontynuował w Sedbergh School w Kumbrii, a następnie udał się na studia na wydziale matematyki w Grey College na University of Durham (1980). 

### Kariera
We wczesnych latach 80. wstąpił do Royal Academy of Dramatic Art i zaczął grać na scenie w spektaklach: Inny kraj (Another Country, 1983) i The Common Pursuit (1988).
Debiutował na ekranie komediodramacie Oxford Film Company Uprzywilejowany (Privileged, 1982) z Hugh Grantem. Za tytułową kreację Maurice’a Halla w melodramacie Maurycy (1987) Jamesa Ivory'ego wg powieści E.M. Forstera otrzymał Puchar Volpiego dla najlepszego aktora na 44. MFF w Wenecji. Rola Tony’ego Lasta w ekranizacji powieści Evelyna Waugha Garść prochu (A Handful of Dust, 1988) przyniosła mu nagrodę na Bari Film Festival. Za rolę Freddie Nesbitta w dramacie  Roberta Altmana Gosford Park (2001) został uhonorowany nagrodą Gildii Aktorów Ekranowych i nagrodą Satelity.
W 1995 w londyńskim Barbican Centre grał w przedstawieniu Johna Osborne A Patriot for Me. Występował też w komedii szekspirowskiej Jak wam się podoba w Royal Exchange Theatre w Manchesterze, Chips with Everything Arnolda Weskera w Leeds Playhouse w Leeds,  Jane Eyre Charlotte Brontë w Chichester, Kto się boi Virginii Woolf? Edwarda Albeego w Belgrade Theatre w Coventry, Helping Harry w Jermyn Street Theatre (2001), Don Juan w Lyric Theatre (2004), Less Than Kind Terence’a Rattigana (2012), On Emotion (2008) w Soho Theatre, The Consultant Neila Fleminga (2011) z Hydrocracker Theatre Company w londyńskim Theatre 503.
Pojawił się jako elegancki klient w teledysku do piosenki Westlife „Uptown Girl” (2001) z Claudią Schiffer, Timem McInnerny i Ioanem Gruffuddem.
25 czerwca 1988 ożenił się z Shaną Louise Magraw, z którą ma trójkę dzieci: dwóch synów Barnaby Johna Loxleya (ur. 1988) i Nathaniela Jerome'go (ur. 1996) oraz córkę Florence Hannah Mary (ur. 1992).

## Filmografia

### Filmy fabularne
- 1982: Uprzywilejowany (Privileged) jako Jamie
- 1986: Pokój z widokiem jako gość na przyjęciu
- 1987: Maurycy jako Maurycy
- 1988: Garść prochu (A Handful of Dust) jako Tony Last
- 1992: Powrót do Howards End (Howards End) jako Charles Wilcox
- 1997: Kobieta w bieli (The Woman in White, TV) jako sir Percival Glyde
- 2001: Gosford Park jako Freddie Nesbitt
- 2004: De-Lovely jako Edward Thomas
- 2012: The Best Possible Taste jako Wilfred De'ath

### Seriale TV
- 1984: Bill (The Bill) jako Higgins
- 1988: Bajarz (The Storyteller) jako książę
- 1989: Mother Love jako Christopher „Kit” Vesey
- 1993: Lady Chatterley jako Charles Henderson
- 1996: Opowieści z krypty jako Nick Marvin
- 2004: Detektyw Foyle jako major Cornwall
- 2004: Milczący świadek jako Matt Gibb
- 2006: Starożytny Rzym: wzlot i upadek imperium (Ancient Rome: The Rise and Fall of an Empire) jako Ofoniusz Tygellinus
- 2006: Agatha Christie: Panna Marple jako Stanley Kirkwood
- 2008: Poirot jako Andrew Restarick
- 2010: Morderstwa w Midsomer jako Edward Milton
- 2011: Sekretny dziennik call girl jako Henry
- 2012: Titanic jako J Bruce Ismay
- 2017: Poldark – Wichry losu jako lord Falmouth